# Mahmut Şevket Pascià
Mahmut Şevket Pascià (turco ottomano محمود شوكت باشا traslitterato: Maḥmūd Şevket Paşa; Baghdad, 1856 – Istanbul, 11 giugno 1913) è stato un generale e Gran visir ottomano.

## Biografia
Le origini della sua famiglia sono ancora oggi dibattute: alcune fonti affermano che avesse discendenze georgiane, altre asseriscono che la sua famiglia provenisse dalla Cecenia o dalla Circassia.. Mahmut Şevket nacque a Baghdad, dove completò la propria istruzione secondaria, prima di entrare nell'Accademia Militare (Mekteb-i Harbiye) di Istanbul.
Lasciò l'Accademia col grado di sottotenente nel 1882 e passò poi vario tempo in Francia per studiare la tecnologia militare, prima di essere destinato a Creta per un certo periodo di tempo. Quindi tornò in Accademia come docente.
Operò alle dipendenze di Colmar Freiherr von der Goltz (Goltz Pascià) per un certo periodo e si recò nell'Impero tedesco. Divenne poi Governatore del Kosovo, dove fu al comando della 3ª Armata ottomana, poi nota come Hareket Ordusu dopo il suo coinvolgimento nei Moti del 31 marzo.
Svolse un ruolo importante per metter fine a quei moti e nel corso di tutto il regno del Sultano ottomano Abdul Hamid II. Servì quindi da Gran Vizir del sultano Mehmet V in seguito al colpo di stato del 1913 tra il 23 gennaio e l'11 giugno 1913, allorché venne assassinato a Istanbul. Tra le altre cose, gli si attribuisce la creazione degli Squadroni dell'Aeronautica militare ottomana nel 1911 e per aver guidato la prima automobile a Istanbul.

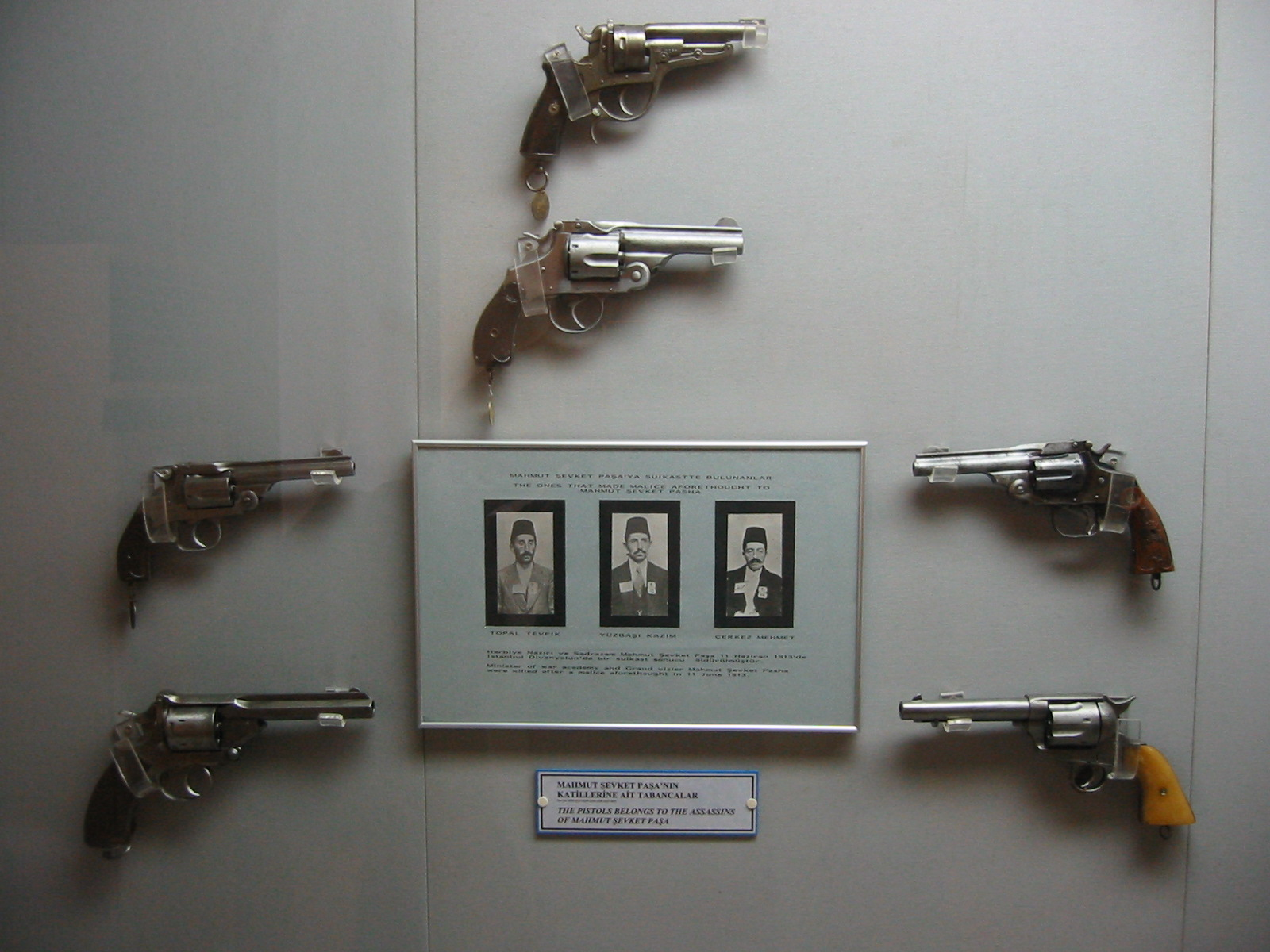
Le rivoltelle usate dagli assassini di Mahmut Şevket Pascià